# Église Saint-Côme-et-Saint-Damien de La Llau
L'église Saint-Côme-et-Saint-Damien de La Llau est une chapelle située au lieu-dit La Llau, sur la commune du Tech, dans le département français des Pyrénées-Orientales. Elle abrite un retable en bois sculpté et peint du début du XVIIIe siècle représentant Saint Côme et Saint Damien, classé monument historique.